# Noize MC
Ivan Alekseev  (în rusă Иван Александрович Алексеев; n. 9 martie 1985, IarYartsevo, RSFS Rusă, URSS) este un cântăreț rus. Cântă sub pseudonimul Noize MC.